# Gmina Łęczyce
Die Gmina Łęczyce [wɛnˈt͡ʂɨt͡sɛ] ist eine Landgemeinde im Powiat Wejherowski (Neustädter Kreis) der polnischen Woiwodschaft Pommern. Ihr Sitz ist das gleichnamige Dorf (deutsch Lanz, Kreis Lauenburg/Pommern, kaschubisch Łãczëce) mit etwa 1500 Einwohnern. Die Gemeinde selbst hat über 12.000 Einwohner und eine Fläche von 232,8 km².

## Geographie
Die Gemeinde liegt in Hinterpommern, im Tal der Łeba (Leba), die durch den namensgebenden Ort fließt, etwa zehn Kilometer nordöstlich von Lębork (Lauenburg in Pommern) und 25 Kilometer westlich von Wejherowo (Neustadt in Westpreußen).
Die Gemeindegrenze im Süden und Osten ist fast gleich mit der deutsch-polnischen Staatsgrenze (Polnischer Korridor) zwischen 1919 und 1939. Die Ortschaft Bożepole Wielkie (Groß Boschpol) war Grenzübergang nach Polen. Vorher trennte diese Linie die beiden preußischen Provinzen Pommern und Westpreußen.
Nachbargemeinden der Gmina Łęczyce sind:
- im Powiat Wejherowski (Neustadt in Westpreußen): Choczewo (Chottschow), Gniewino (Gnewin), Linia (Linde) und Luzino (Lusin),
- im Powiat Lęborski (Lauenburg in Pommern): Cewice (Zewitz) und Nowa Wieś Lęborska (Neuendorf).

## Geschichte
Von 1975 bis 1998 gehörte die Gemeinde zur Woiwodschaft Danzig.

## Gliederung
Zur Landgemeinde Łęczyce gehören 31 Ortschaften, die 18 Dörfern mit einem Schulzenamt zugeordnet sind:
Schulzenämter
| - Bożepole Małe (Klein Boschpol) - Bożepole Wielkie (Groß Boschpol) - Brzeźno Lęborskie (Bresin) - Chmieleniec (Chmelenz, 1938–1945 Hammerfelde) - Chrzanowo (Krahnsfelde) - Dzięcielec (Zinzelitz, 1938–1945 Spechtshagen) - Kaczkowo (Kattschow) - Kisewo (Küssow) - Łęczyce (Lanz) | - Łęczyn (Bismark) - Łówcz Górny (Lowitz) - Nawcz (Nawitz) - Rozłazino (Roslasin) - Strzebielino (Strebielin, 1942 Stromeck, 1943–1945 Strebelsdorf) - Strzebielino-Wieś - Strzelęcino (Strellentin) - Świetlino (Schweslin) - Wysokie (Hohenfelde) |

Übrige Ortschaften
Borówko (Schönwalde), Dąbrówka Brzezińska (Damerow), Dąbrówka Wielka (Groß Damerkow), Godętowo (Goddentow), Jeżewo (Jezow), Mokry Bór, Nowy Dwór, Paraszyno (Paraschin, 1938–1945 Paretz), Pużyce (Pusitz), Redystowo (Reddestow), Rozłazinko (Neu Roslasin), Świchowo (Groß Schwichow), Węgornia (Aalbeck), Wielistowo (Felstow) und Witków (Woedtke).

## Verkehr

### Straßen
Durch das Gemeindegebiet verläuft in West-Ost-Richtung die Europastraße 28 (DK 6, ehemals deutsche Reichsstraße 2) von Stettin über Koszalin (Köslin) und Słupsk (Stolp) nach Danzig und Pruszcz Gdański (Praust). Kleinere Nebenstraßen und Landwege vernetzen die Ortschaften der Gemeinde.

### Schienen
Parallel zur DK 6 verläuft die PKP-Strecke 202 (Danzig – Stargard). Die Gemeinde hat die Bahnstationen Godętowo (bis 1945 Goddentow-Lanz) und Bożepole Wielkie (Groß Boschpol) an dieser Strecke.